# پشتمله (بخش مرکزی خرم‌آباد)
پشتمله روستایی از توابع بخش مرکزی شهرستان خرم‌آباد در استان لرستان ایران است.
این روستا در فاصله 25 کیلومتر از مرکز استان قرار دارد
ارتفاع از سطح دریا در این روستا نزدیک به 3 هزار متر می باشد
اکثر اهالی روستا به شغل دامداری- کشاورزی مشغول هستند
مدیریت روستا با دهیار می باشد
در گفتگو با دهیار روستا(آقای اصغر اصل مرز) که از وکلای پایه یک دادگستری نیز می باشد
برخی مسائل و برنامه ها و چالشها بیان شد که از جمله برنامه های بلند مدت این دهیار برای پیشرفت روستا میتوان به این موارد اشاره کرد:
1- پرورش گیاهان دارویی با همکاری اهالی روستا
2- کشت درخت اصلاح شده انگور دیم در ارتفاعات روستا
3- کشت یونجه دیم در اطراف روستا جهت استفاده دام
4-پیگیری سایت چتربازی و پرش از ارتفاع
5- پیگیری اصلاح روش نگهداری درختان گردو روستا
6-اتمام پروژهای عمرانی محدوده روستا
این دهیار پرتلاش بیان داشتند هر چند برخی از مسئولان(از جمله بخشدار برکنار شده) عامدا و از روی کینه بیش از دو سال اجازه انجام هیچ کار عمرانی و غیرعمرانی در روستا را ندادند ولی ما برای به سرانجام رساندن امورات مردم مظلوم واقع شده روستا دست از هیچ تلاشی بر نخواهیم داشت 

## جمعیت
این روستا در دهستان رباط قرار دارد و براساس سرشماری مرکز آمار ایران در سال ۱۳۸۵، جمعیت آن ۱۹۵ نفر (۴۸خانوار) بوده‌است.